# Chongchuan
Chongchuan (en chino:崇川区 pinyin:Chóngchuān Qū) es una ciudad-distrito bajo la administración directa de la ciudad-prefectura de Nantong. Se ubica en el Delta del río Yangtsé en la provincia de Jiangsu, República Popular China. Su área es de 210 km² y su población total es de 710 1000(2016).

## Administración
La ciudad - distrito de Chongchuan se divide en 10 Subdistritos:
- Chéngdōng 城东街道
- Hépíng Qiáo (和平桥街道)
- Rèngǎng (任港街道)
- Xīnchéng qiáo (新城桥街道)
- Hóngqiáo (虹桥街道)
- Xuétián (学田街道)
- Zhōng xiù  (钟秀街道)
- Wén fēng (文峰街道)
- Guānyīn Shān (观音山街道)
- Lángshān zhèn (狼山镇街道)